# Уилям Завоевателя
Уилям I Завоевателя, известен още като Уилям Завоевателя или Вилхелм Завоевателя (на английски: William I the Conqueror – „Завоевателя“ – или William the Bastard – „Копелето“; на френски: Guillaume de Normandie), е херцог на Нормандия (1035 – 1087) и крал на Англия (1066 – 1087).
Като херцог на Нормандия, Уилям става най-могъщият феодален владетел във Франция, а когато след своята победа в битката при Хейстингс през 1066 заема трона на Англия, той променя курса на английската история.
Според днешната номерация, Уилям е херцог на Нормандия под името Гийом II и крал на Англия под името Уилям I.

## Произход и младежки години
Уилям е по-големият от двете незаконни деца на нормандския херцог Робер I Великолепни (ок. 999 – 22 юни 1035) и неговата метреса Арлет, дъщеря на буржоа от град Фалез. Дядото на Уилям, нормандският херцог Ричард II Добрия, е брат на английската кралица Ема, Етълред Бавния (крал на Англия), а по-късно и на Кнут Велики (крал на Англия, Дания и Норвегия).
След смъртта на баща си през 1035, седемгодишният Уилям е признат за херцог на Нормандия (под името Гийом II) от местните барони и от своя феодален сеньор, френския крал Анри I. Въпреки това, фактът че е незаконнороден, прави позицията му нестабилна. Трима негови настойници и един възпитател са убити при заговори за свалянето му. Роднините на баща му са по-скоро негови врагове, тъй като очакват облаги от евентуалната му смърт. Уилям обаче оцелява и на 15-годишна възраст е посветен в рицарство от крал Анри I. Той започва да управлява самостоятелно и на 19 години вече успешно се справя сам със заплахите от въстания и нашествия. С помощта на Анри I, Уилям окончателно установява контрол над Нормандия след победата им през 1047 над коалиция от размирни нормандски барони в битката при Вал-е-Дюн, на югоизток от Каен.
Точно през тези години Уилям се научава да води битки и да управлява. В същото време се научава да контролира младежкия си ентусиазъм. Винаги готов да поеме риск и да се хвърли в битка, той не се срамува да се оттегли веднага, когато прецени, че предимството не е на негова страна. Методите му за водене на бой не са сложни и претенциозни, умее да се възползва безмилостно от всяко временно преимущество.
Смята се, че е живял праведен живот за тогавашните разбирания и е подпомагал нормандската църква. През 1049 той назначава своя около 16-годишен природѐн брат Одо за епископ на Байо. Уилям има още един природѐн брат – Робер, граф на Мортен – и една сестра от същата майка (Арлет) – Аделаида Нормандска.

## Брак с Матилда Фландърска
През 1049 Уилям се договаря с фландърския граф Балдуин V за ръката на дъщеря му Матилда. Балдуин имал нужда от съюзник срещу немския император Хайнрих III. Уилям и Матилда обаче са братовчеди и папа Лъв IX, лоялен към императора, забранява брака като кръвосмесителен. Въпреки това женитбата между 26-годишния Уилям и 22-годишната Матилда става факт през 1053 в катедралата Нотр Дам в Йо, Нормандия (днес в Сен-Маритим, Франция). От този брак се раждат 4 сина и от 4 до 6 дъщери (Виж списъка по-долу.). Уилям се сдобрява с папата едва през 1059, когато в знак на покаяние построява два манастира в Каен.

## Завоюване на Англия
Интересът на норманите към Англия произтича от втория брак през 1002 г. на английския крал Етълред Бавния с Ема, сестра на тогавашния нормандски херцог Ричард II Добрия. Синът на Етълред и Ема, Едуард Изповедника, става крал на Англия през 1042 г. Преди това обаче Англия е управлявана от датски крале и Едуард е изгнаник в продължение на 25 години точно в Нормандия. Оттам той познава внукът на Ричард Добрия, младия херцог Уилям, който, макар и само около 14-годишен, през 1041 вероятно е помогнал за завръщането в Англия на по-възрастния си братовчед, за да може той да вземе властта там през следващата година. Уилям изглежда е очаквал отплата за това от страна на Едуард и, когато става ясно, че английският крал-светец (вероятно обрекъл се на безбрачие) ще остане бездетен, в него се зараждат апетити да стане престолонаследник на Англия. Едуард може би сам е подхранвал надеждите на братовчед си, използвайки за дипломатически коз това, че няма наследник. Нещо повече, според самия Уилям, Едуард го е обявил за престолонаследник по време на негово посещение в Англия през 1051 или 1052. А през 1064 Едуард изпраща на дипломатическа мисия в Нормандия своя шурей Харолд, граф на Уесекс, най-влиятелния благородник в Англия и един от претендентите за негов наследник. Норманските хронисти твърдят, че по време на това пътуване Харолд се е заклел да подкрепи претенциите на Уилям и да признае правото му върху английския престол. Това обаче е спорно. Други източници твърдят, че Харолд претърпява корабокрушение на нормандския бряг и е пленен от Уилям. Вероятно обещанието му е направено под натиск и затова Харолд може да се е чувствал свободен да го наруши.
Така или иначе, когато Едуард Изповедник умира бездетен в началото на 1066, събранието на английските първенци одобрява коронацията на Харолд. Тя се провежда на 5 януари 1066 г. и така новият крал на Англия е Харолд II. Уилям реагира моментално и започва подготовка за нападение над Англия, като си осигурява подкрепата на папата. Други обаче действат още по-бързо – изгоненият от Англия бивш граф на Нортумбрия и брат на крал Харолд, Тостиг, организира нашествие още през май 1066 г., а през септември обединява силите си с нахлулите на острова норвежки войски на Харалд Хардрада. Кралят на Норвегия също претендира за английския престол и новият английски крал, който се подготвя за нападение откъм Нормандия, е принуден да промени плановете си и да се насочи на север, за да посрещне норвежкия крал и размирния си брат. На 25 септември той разбива войските им в битката при Стамфорд Бридж, близо до Йорк, а Хардрада и Тостиг са убити в боя.
През това време нормандският херцог Уилям събира флота от около 600 кораба и армия от 7000 души. Той тръгва да пресича Ламанша още през август и вероятно е планирал да нахлуе в Англия през остров Уайт и залива на Саутхамптън. Плановете му обаче са осуетени от лошо време и насрещни ветрове и нашествието закъснява с повече от месец, а флотата му, претърпяла известни загуби, се насочва към по-източна точка на английския бряг. Така Уилям акостира в Южна Англия само дни след победата на Харолд II над норвежките войски. По ирония на съдбата, неприятностите за Уилям се превръщат в големия му шанс – ако е бил пристигнал през август, както е планирал, той е щял да бъде посрещнат от една свежа и числено превъзхождаща го английска армия и вероятно е щял да бъде разбит.
При така стеклите се обстоятелства, той успява да акостира в Певънзи на 28 септември и разполага силите си от стрелци и пехота в близост до селището Хейстингс. Крал Харолд II веднага поема на югоизток с близка по численост армия, която обаче е изморена след битката при Стамфорд Бридж. Вероятна причина за прибързаните му действия (той би могъл да изчака и да събере подкрепления в Лондон) е това, че районът, в който навлиза врагът, е част от личното феодално владение на Харолд и той приема действията му като провокация.
Англосаксонските сили пристигат на мястото на битката късно вечерта на 13 октомври. Решителното сражение е на следващата сутрин и остава в историята като Битката при Хейстингс от 14 октомври 1066. В нея преимуществото отначало е на страната на англосаксонсците, но войските на нормандския херцог обръщат развоя ѝ, а изходът ѝ става окончателно ясен, когато крал Харолд пада убит. Според най-разпространената версия, може би легендарна, последният англосаксонски крал е поразен от стрела в окото.
Това е ключовият момент в събитията, които днес наричаме Норманско нашествие в Англия. След като не успява да влезе в Лондон, Уилям се насочва към Уолингфърд, където част от англосаксонската аристокрация минава на негова страна. Изправени пред възможността за продължителна обсада на столицата, останалите първенци също се отказват от по-нататъшна борба. Съпротивата до този момент е организирана от името на непълнолетния по това време законен наследник на английския престол Едгар Етелинг, правнук на англосаксонския крал Етълред Бавния от първата му жена, кралица Алфгифу. Именно младият Едгар обаче е начело на делегацията, която посреща Уилям при Бъркхамстед и му предлага английската корона. Новият крал Уилям I е коронясан на Коледа, 25 декември 1066 в Уестминстърското абатство. Така се поставя и началото на новата Нормандска династия и на нова страница в историята на Англия.
Въпреки че Южна Англия бързо се предава на норманската власт, съпротивата в различни точки на страната, особено на север, продължава поне още няколко години. Незаконнородените синове на Харолд II опитват да завладеят югоизточния полуостров. Въстания избухват и в блатистите местности на Уелс и в Стафорд. Има и отделни опити за инвазия на датчаните и шотландците. Последната сериозна искра на съпротива е Бунтът на графовете през 1075.

## Крал на Англия (1066 – 1087)
Почти цялата земя, както и повечето светски и духовни титли в Англия стават притежание на нормандски аристократи. Смята се, че Уилям е заповядал много от дотогавашните поземлени собственици англосаксонци да бъдат продадени в робство (най-често на маврите в Испания), други сами емигрират в Европа. Но, което е най-съществено, освен нов управляващ елит, завоеванието донася и нова култура и език. Нормандският френски измества английския като език на управляващата класа в Англия за следващите почти 300 години.
Уилям заповядва да бъдат построени из цяла Англия голям брой крепости, замъци и кули (сред тях и Лондонската кула). Те са необходими на нормандските управници за контрол над многократно превъзхождащото ги по брой английско население и се подсигуряват срещу евентуални въстания.
Последните 15 години от своя живот Уилям прекарва повече в Нормандия, отколкото в Англия. Има дори период от поне 5 години, в които той изобщо не посещава завоюваното кралство. От негово име Англия е управлявана от епископи, един от които е Ланфранк, архиепископ на Кентърбъри. Уилям концентрира вниманието си върху защитата на границите на континенталните си владения, които са по-уязвими, и се връща на острова само когато е наистина необходимо. Това той прави например през 1075, за да се справи с последиците от Бунта на графовете; също и през 1082, за да арестува и хвърли в затвора природения си брат Одо, епископ на Байо и граф на Кент, който планирал да замине за Италия начело на армия, вероятно за да се самопровъзгласи за папа; през 1082 г. Уилям посвещава в рицарство сина си Хенри и получава клетви за вярност от всички по-големи земевладелци в Англия; през 1085 той се завръща с армия, за да посрещне заплахата от нашествието на датския крал Кнут IV (смъртта на Кнут, преди да осъществи намерението си, предотвратява тази опасност). Скоро след това, с цел да въведе ред и повиши събираемостта на данъците, Уилям нарежда да се изготви подробен опис-регистър на всички владения в кралството. Събраната в два големи тома информация за икономиката и населението на Англия става известна като Книгата на страшния съд, която е запазена и до днес. Тя наподобява съвременните преброявания на населението и е ценен исторически извор.

### Външна политика
След 1066 някои от континенталните съседи на Уилям са разтревожени от нарастването на властта му с новото завоевание и започват да проявяват враждебност. Сред враговете му са френският крал Филип I и анжуйският граф Фулк Злонравния. Конфликтните точки (и то за поколения наред) са съответно Вексен, спорна територия на брега на Сена между Руан и Париж, на границата между Нормандия и френския кралски домен, и Графство Мен, намиращо се между Нормандия и Анжу. Съюзник на френския крал в конфликта му с Уилям става и фландърският граф Роберт Фризиецът, а негов съюзник е датският крал Кнут IV. Към коалицията срещу Уилям се присъединява и собственият му първороден син и наследник, Робърт Късоноги (фр. – Робер Кюртоз). Той е недоволен от малкото власт и пари, които получава от баща си, и през 1078 г. напуска Нормандия, за да участва в интриги срещу него. През 1081 Уилям постига споразумение с Фулк за спорното Графство Мен: то ще бъде дадено на Робърт Късоногия, но той ще бъде васал на графа на Анжу. Но, докато Уилям се занимава с Мен, източната част от Вексен, Графство Мант пада изцяло в ръцете на крал Филип I през 1077. През 1087 след френско нападение от гарнизона в Мант, Уилям на свой ред нахлува в града. Но по време на опожаряването и плячкосването на Мант, Уилям е ранен в корема от седлото при падане от коня.

### Смърт, погребение и наследство
Раната се оказва смъртоносна, но кралят агонизира в продължение на цели пет седмици, след като е пренесен до едно предградие на Руан. Там до смъртния му одър са природеният му брат, граф Робер от Мортен, и двамата му по-малки сина Уилям Руфус и Хенри. По същото време разбунтувалият се по-голям син Робърт Късоноги е при френския крал Филип I. Уилям може би дотогава е смятал да направи Робърт свой единствен наследник. След предателството му обаче той вероятно се изкушава да завещае всичко на лоялния Уилям Руфус. В крайна сметка умиращият крал се решава на компромис: Нормандия, която самият той е получил като наследство, според обичая, остава за първородния му син, който става следващият херцог под името Робер II; Англия обаче, като свое завоевание, Уилям I може да остави на когото поиска и така за свой наследник на английския престол той обявява Уилям II Руфус. Това става повод за въстание през следващата, 1088 г. На най-малкия си и любим син Хенри, също впоследствие крал на Англия, Уилям завещава огромна сума пари.
Уилям I Завоевателят умира на 60-годишна възраст в манастира Сен Жерве, близо до Руан, на 9 септември 1087. Той е погребан в църквата „Св. Петър“ в Каен, Нормандия. Това става по един съвсем не царствен начин. В края на живота си той е доста напълнял и се оказва, че тялото му не може да се побере в каменния саркофаг. При опитите да бъде напъхано в него, то се пръсва и изпълва църквата със зловоние.

## Деца на Уилям и Матилда
Броят на дъщерите не е напълно изяснен – съществуването на някои е спорно.
1. Робер II Кюртоз („Късоноги“) (ок. 1054 – 1134), херцог на Нормандия
2. Аделиза (или Алис) (ок. 1055 – ?), вероятно сгодена за Харолд Годуинсон (Съществуването ѝ не е доказано.)
3. Сесилия (или Сесили) (ок. 1056 – 1126), игуменка на манастира Света Троица, Каен
4. Уилям II Руфус (1056 – 1100), крал на Англия
5. Ричард (1057-ок. 1081), загинал при ловен инцидент
6. Адела (ок. 1062 – 1138), омъжена за Етиен Анри, граф на Блоа
7. Агата (ок. 1064–ок. 1080)
8. Констанс (ок. 1066 – 1090), омъжена за Алан IV Млади, херцог на Бретан; отровена, вероятно от собствените си слуги
9. Матилда (Съществуването ѝ не е доказано.)
10. Хенри I Боклер (1068 – 1135), крал на Англия